# Дженнер, Броди
Сэм Бро́ди Дже́ннер (англ. Sam Brody Jenner; род. 21 августа 1983 года, Лос-Анджелес) — звезда реалити-шоу, светский лев и модель. Сын американской телезвезды и бывшего легкоатлета Кейтлин Дженнер и актрисы Линды Томпсон.

## Семья
У Дженнера есть старший брат Брэндон, старшие единокровные брат Бартон и сестра Кейси. Отец повторно женился на Крис Хоутон (в предыдущем браке Кардашян). По второму браку отца у Дженнера три сводных сестры — Кортни, Ким и Хлои и сводный брат Роб. У него также есть две младшие единокровные сестры Кендалл Дженнер  и Кайли Дженнер.

## Карьера

### Реалити-шоу
В 2005 году Дженнер участвовал в реалити-шоу «Принцы из Малибу» вместе с братом Брендоном. Популярность к нему пришла в реалити-шоу MTV «Голливудские холмы».
В 2009 году Дженнер запустил собственное реалити-шоу «Bromance», в котором парни участвовали в конкурсах на вылет, чтобы попасть в его свиту.
В качестве сводного брата Кардашянов Дженнер иногда появлялся в их реалити-шоу «Keeping Up with the Kardashians».

### Модельный бизнес
Дженнер снимался для Guess, рекламировал нижнее белье Agent Provocateur, Ocean Pacific и журнала Cosmogirl.

## Личная жизнь
C начала 2010 года встречался с канадской певицей Аврил Лавин, однако стало известно, что весной 2012 года они разошлись.
С 2 июня 2018 года Броди женат на Кейтлин Картер с которой он встречался 5 лет до их свадьбы.